# Daniel V. Jones
Daniel Victor Jones (15 d'abril de 1958 – 30 d'abril de 1998) va ser un home nord-americà que es va suïcidar a una autopista de Los Angeles el 1998. L'incident va ser emès per televisió en directe per helicòpters de notícies. Jones es va suïcidar com a protesta cap a les organitzacions de manteniment de la salut després que se li hagués diagnosticat de SIDA diversos mesos abans. El relat del seu suïcidi es va mostrar a la pel·lícula documental Bowling for Columbine del 2002.

## Biografia
Jones va néixer el 15 d'abril de 1958 a Long Beach, Califòrnia. Va treballar com a treballador de manteniment al Renaissance Hotel de Long Beach, feina que havia ocupat des del 1995. Vivia en un petit bungalou de dues habitacions situat a un carreró de Long Beach. Va viure sol amb el seu animal de companyia Gladdis, un gos de raça mixta Labrador d'uns 7 anys.
L'abril del 1998, Jones patia càncer i VIH. Els seus veïns i companys de treball no sabien que tenia problemes de salut. Jones va confiar a un amic a principis d'abril que havia trobat una protuberància de color carn al coll. Al principi, els metges no estaven segurs de la seva causa, però després van confirmar que es tractava d'un càncer. Jones va creure que la seva asseguradora mèdica l'havia enganyat i també li va dir al seu millor amic que era seropositiu.

## Mort

### Punt previ
A finals d'abril de 1998, Jones creia que es moriria, per la qual cosa va decidir llevar-se la seva pròpia vida de manera que atragués publicitat a la seva situació. Creia que no era culpa de ningú més que la pròpia per posar-se a la seva situació. Posteriorment, Jones va dir que "No estic content del que passa a la meva situació i volia cridar l'atenció de la forma que pogués. El meu objectiu primordial és que ningú més que jo fos ferit".

### Suïcidi
El dijous 30 d'abril de 1998, cap a les tres de la tarda, a l'edat de 40 anys, Daniel Jones va aparcar la seva camioneta gris fosc Toyota al bucle de transició de l'autopista Harbor a l'Autopista Century a Los Angeles (33° 55′ 53.1″ N, 118° 16′ 50.1″ O / 33.931417°N,118.280583°O). I Jones es va asseure al davant del seu camió amb Gladdis el seu gos. Va començar a apuntar amb una escopeta carregada als cotxes que passaven per l'autopista i va fer que els automobilistes n'informessin a la policia. El mateix Jones va trucar llavors al 911, revelant que estava emocionalment molest amb les organitzacions de manteniment de la salut (HMOs) i les circumstàncies que envoltaven el seu cas d'infecció per VIH. Jones va dir que va patir dolor per culpa del maltractament per part de l'HMO a l'atenció de la qual havia estat posat. Es queixava que li trigarien un mes a programar una cita amb un metge i un altre més a obtenir els resultats d'una prova. Com es va confirmar més tard, a part de ser VIH positiu, Jones també patia càncer. Durant la trucada, va disparar diverses vegades la seva escopeta, amb un tret dels quals passant pel terrat del seu camió. Les autoritats tancaren les dues autopistes, impedint que ningú se li acostés. Llavors Jones va romandre dins el seu camió tot el temps, ja que els helicòpters de la policia i de notícies controlaven ja els seus moviments. L'Equip d'Armes Especials del departament del xerif del Comtat de Los Angeles va començar a preparar-se per actuar i es va situar en posició al seu voltant. Jones va regirar dins una motxilla que posseïa i en va agafar roba i una cinta de vídeo. Després va començar a llençar els objectes sobre el mur de l'autopista. I un cop va sortir del camió es posà a caminar al llarg de l'autopista buida.
A continuació, Jones va desenrotllar una pancarta gran i quadrada amb un fulletó de notes blanc que deia: "Els HMO hi són per diners! Viu lliure, estima fora de perill o mor". Jones havia confeccionat la pancarta específicament per a l'ocasió i la mostrava perquè la veiessin els helicòpters. Com que feia força vent a la interestatal en aquell moment, Jones fixar la pancarta sota un cubell. Jones va continuar fent gestos obscens i va tornar a la seva camioneta diverses vegades per tenir cura el seu gos Gladdis. Quan les autoritats es disposaven a negociar amb ell, Jones va tornar de sobte a la seva camioneta i es va asseure al seient davanter. Amb la intenció de llevar-se la seva pròpia vida, Jones va encendre un còctel Molotov dins de la camioneta. El vehicle va esclatar sobtadament en flames i es va bloquejar. Jones, però, va sortir del vehicle i va córrer per l'autopista mentre les flames i el fum embolcallaven el seu cos, amb els cabells, els pantalons i els mitjons cremats. Jones va intentar tapar les flames i va aconseguir esquinçar-se els pantalons. Després va continuar vagant, però semblava atordit i desorientat. Va caminar fins a la vora de l'autopista fent un gest de ràbia. Semblava com si estigués a punt de saltar de l'autopista; no obstant això, va canviar d'opinió i es va apartar de la vora, abans de tornar al seu camió abrasat. Moments després, cap a les 3.50 pm, va recuperar la seva escopeta de la part posterior del camió i va tornar a travessar l'autopista. Va col·locar l'escopeta sota la barbeta, va prémer el gallet i es va suïcidar. Després va caure a terra amb les càmeres encara rodant i reproduint l'esdeveniment en directe als espectadors que miraven des de casa. Com que va ser un dijous a la tarda, molts nens i nenes en van ser testimonis, ja que els seus dibuixos extraescolars havien estat interromputs per emetre l'incident. Jones va morir als quaranta anys, aproximadament dues setmanes després del seu aniversari.

### Conseqüències
La negociació entre Jones i la policia havia durat prop de cinquanta minuts. La policia estava preocupada perquè encara hi hagués una bomba o diverses trampes explosives dins la camioneta. Per això, van vacil·lar abans d'actuar. Mentrestant, la camioneta continuava cremant amb Gladdis encara atrapat a l'interior. El cos de Jones es va quedar desplegat al mig de l'autopista amb la seva pròpia sang al seu voltant. Finalment, la policia es va apropar al camió i va cercar el seu interior. Van trobar les restes de diversos còctels de Molotov, diversos cartutxos d'escopeta i les restes carbonitzades de Gladdis, que havia mort en el foc.
Durant la pausa prèvia a la seva mort, Jones havia llançat una gravació sobre el mur de l'autopista. Quan la van recuperar les autoritats, que van veure el vídeo, descobriren que es tractava d'una nota de suïcidi gravada en vídeo per Jones el dia anterior. Al vídeo, Jones es va asseure al seu sofà al costat de Gladdis i va dir: "No vaig a combatre la malaltia. Ha afectat el meu sistema neurològic. No acabaré boig." Una font policial que va veure el vídeo va dir que Jones es va queixar que tenia dolor. Al vídeo Jones explicava les seves motivacions i es culpava del seu suïcidi. Jones segons deia al vídeo: "Sóc un home mort", al que afegia "Ja ho veieu!".

## Polèmica
Com que els nens van ser testimonis del suïcidi de Jones, això va portar a molts a criticar la pràctica de les cadenes de televisió de Los Angeles de transmetre accions de la policia en directe. L'incident va provocar una onada de crítiques sobre les emissions en directe de notícies, proposant canvis en la manera de ser gestionades en el futur. Un total de set emissores de televisió van emetre en directe el suïcidi de Jones. Tant el canal 5 de KTLA com el canal 11 de KTTV havien interromput la programació infantil per cobrir el suïcidi, mentre que el canal 4 de KNBC havia interromput The Rosie O'Donnell Show. Tant KNBC com KTLA van tenir les càmeres més damunt a la cobertura i, per tant, els espectadors van poder veure el suïcidi gràfic en gran detall. KNBC va emetre una disculpa dient: "No prevèiem les accions d'aquest home a temps per tallar-nos, i lamentem profundament que qualsevol dels nostres espectadors hagi vist aquesta tragèdia al nostre directe". L'emissora, així com la filial de Fox Broadcasting, van oferir als espectadors números on podien demanar consol. KTLA també va publicar un comunicat dient que "KTLA comparteix amb els seus espectadors la seva molèstia".
El canal 2 de KCBS-TV va moure l'enfocament cap a una visió més oberta i àmplia de l'escena just abans que Jones se suïcidés, ja que es preocuparen pel seu comportament erràtic. El canal va introduir un psicòleg a l'estudi més tard aquell dia per mantenir una discussió en directe sobre aquella cobertura mediàtica angoixant en directe. Posteriorment van publicar una declaració que deia: "Aquest és el perill de la televisió en directe, hauríem de tocar de peus a terra i a la pròxima ocasió reaccionar immediatament." Segons el reportatge, el canal 9 de KCAL-TV va rebre aproximadament 120 trucades durant l'emissió abans que Jones, fins i tot es prengués la vida, demanant a l'emissora que es tallés la història abans que les coses no se'ls n'anés de les mans.

## En la cultura popular
Les imatges del suïcidi de Jones han estat mostrades en molts documentals que descriuen l'incident. Va aparèixer a la pel·lícula documental de Michael Moore, el 2002, Bowling for Columbine.